# Linda Thomas-Greenfield
Linda Thomas-Greenfield (1952. november 22. –) egy amerikai diplomata, aki az Egyesült Államok ENSZ nagykövete. Thomas-Greenfield 2013 és 2017 között az Egyesült Államok Külügyminisztériumának az Afrikai irodájának helyettes minisztere volt. Diplomata munkáját követően az Albright Stonebridge Group alelnöke volt.

## Karrier
Thomas-Greenfield politikatudományt tanított a Bucknell Egyetemen, mielőtt a Külügyi Minisztériumhoz csatlakozott 1982-ben.
Nagykövet volt Libériába (2008-2012) és voltak külföldi pozíciói Svájcban, Pakisztánban, Kenyában, Gambiában, Nigériában és Jamaicában.
2013 és 2017 között az Egyesült Államok Külügyminisztériumának az Afrikai irodájának helyettes minisztere volt. 2017-ben a Trump-kormány távolította el pozíciójából.
2020 novemberében önkéntesként volt része a testületnek, amely Joe Biden békés hatalomátvételével foglalkozott.
Joe Biden 2020. november 23-án jelölte, mint az Egyesült Államok ENSZ nagykövete. A Szenátus 2021. február 23-án hagyta jóvá a jelölést.

## Publikációk
- Thomas-Greenfield, Linda (2001). „US refugee admissions history and policy” (angol nyelven). Refugee Survey Quarterly 20 (2), 165–169. o. DOI:10.1093/rsq/20.2.165. ISSN 1020-4067.
- (2019) „Zimbabwe's Coup: Net Gain or No Gain?” (amerikai angol nyelven). Military Review. [2021. február 5-i dátummal az eredetiből archiválva]. (Hozzáférés: 2021. február 23.)
- (2020) „The Transformation of Diplomacy: How to Save the State Department” (amerikai angol nyelven). Foreign Affairs 99 (6).